# Кафедральный собор Манилы

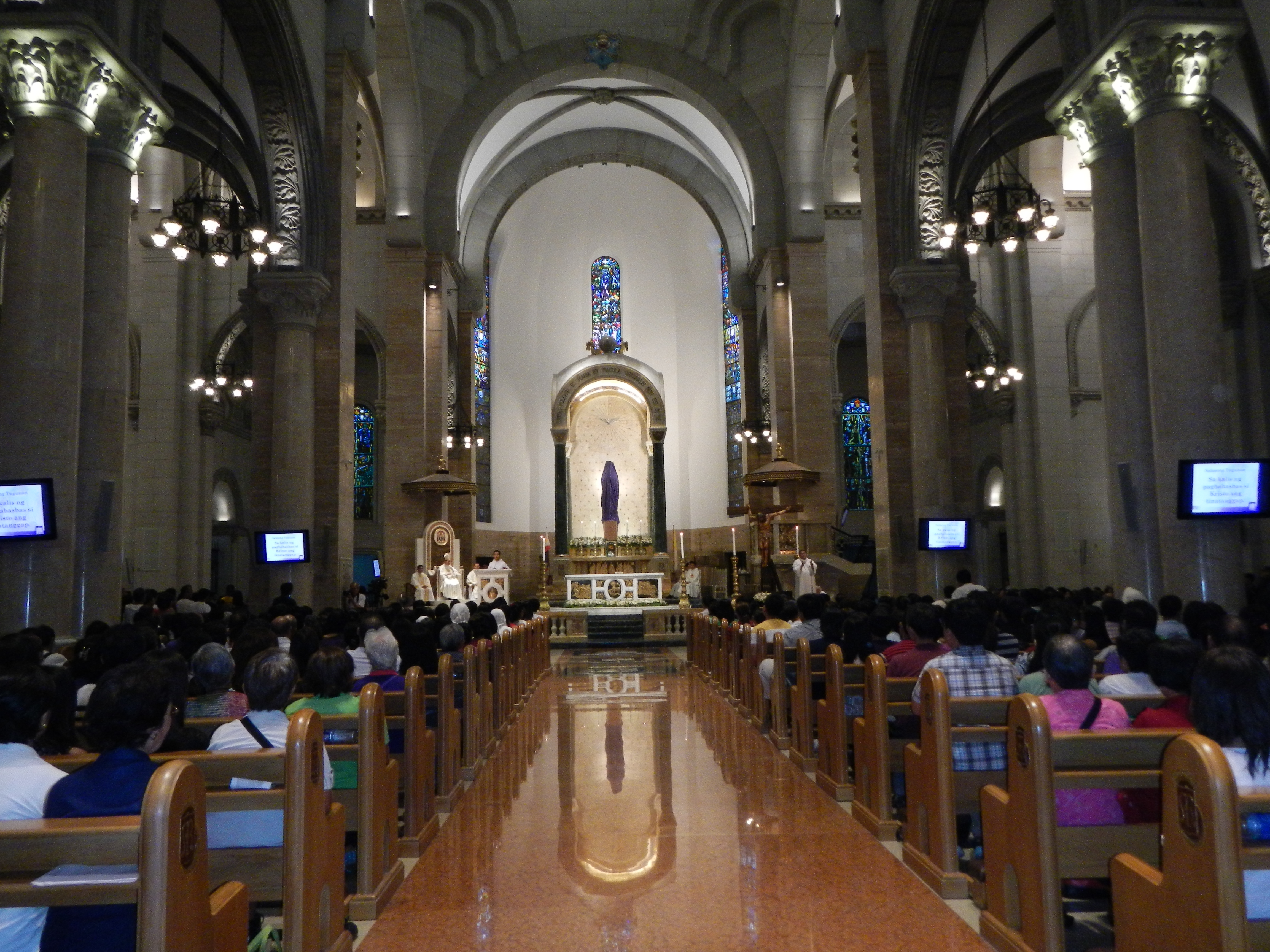
Внутренний интерьер храма

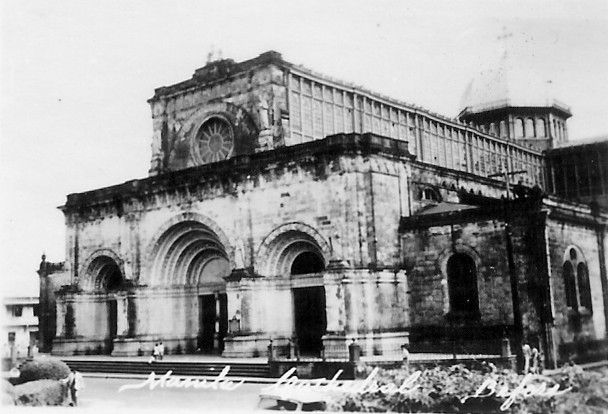
Разрушенный храм после американской бомбардировки 1945 года

Кафедральный собор Манилы (таг. Katedral ng Maynila, англ. Manila Cathedral, исп. Catedral de Manila), официальное наименование — Собор Непорочного Зачатия Пресвятой Девы Марии (таг. Metropolitánong Katedral ng Maynilà–Basílika ng Kalinís-linisang Paglilihî, англ. Minor Basilica and Metropolitan Cathedral of the Immaculate Conception, исп. Basílica Menor y Catedral Metropolitana de la Inmaculada Concepción) — католическая церковь, малая базилика, находящаяся в городе Манила, Филиппины. Находится на Пласа-де-Рома в границах исторического района Интрамурос. Кафедральный собор архиепархии Манилы. Памятник культурного наследия Филиппин (№ PH 00-0116).

## История
Церковь была построена в 1571 году как приходской храм епархиальным священником Хуаном де Виверо, который прибыл в Манилу из Мехико в 1566 году. Позднее он стал генеральным викарием манильской митрополии. Первым настоятелем храма стал священник Хуан де Вильянуэва. Храм был расширен в 1579 году. Первоначально храм входил в состав архиепархии Мехико, пока Римский папа Григорий XIII своей буллой «Illius fulti praesidio» от 6 февраля 1579 года не учредил архиепархию Манилы. 21 декабря 1581 года храм был объявлен кафедральным собором манильской архиепархии.
Церковь несколько раз перестраивалась после различных происшествий. В 1583 года храм серьёзно пострадал от пожара, который начался во время траурной мессы по генерал-губернатору Гонсало Ронкильо де Пеньялоса, проводившейся в церкви святого Августина. Во время которого сгорела большая часть города. Второй храм, построенный в 1592 году, был разрушен во время землетрясения 1600 года. Строительство третьего храма началось в 1614 году. В 1645 году третий храм снова был разрушен землетрясением. Четвёртый храм строился с 1654 года по 1671 год. Этот храм серьёзно пострадал во время землетрясения 1863 года. Следующее землетрясение 1880 года разрушило колокольню.
В 1945 году храм был разрушен во время бомбардировки американской авиацией и восстановлен в 1958 году. Восстановлением по проекту архитектора Фернандо Окампо занимался будущий кардинал Руфино Хиао Сантос.
В 1970 году храм посетил папа Павел VI. Впервые статус малой базилики был присвоен папой Григорием XIII и вторично — папой Иоанном Павлом II буллой «Quod Ipsum» от 27 апреля 1981 года. В 2008 году отмечалось 50-летие восстановления собора, которое было организовано Конференцией католических епископов Филиппин.
В феврале 2011 года на землю были спущены колокола, чтобы предотвратить возможное разрушение колокольни от землетрясения. В январе 2012 года колокола были заменены новой версией, сделанной в Германии немецким кузнецом Вильгельмом Шилингом. Колокола, общей массой около 17 тонн, были установлены на первом уровне.
В 2012 году происходила реставрация храма во избежание возможного проседания. В течение этого года богослужения проходили в про-кафедральном манильском соборе святого Фернандо. Храм был открыт 9 апреля 2014 года после двух лет ремонта для публичного посещения и проведения богослужений.
16 января 2015 года храм посетил папа Франциск во время своего пастырского визита на Филиппинах.
В крипте храма захоронены следующие католические священнослужители и известные личности:
- архиепископ Майкл Джеймс О’Доэрти (1874 – 1949), архиепископ Манилы
- архиепископ Габриэль Мартелино Райес (1892 – 1952), архиепископ Манилы
- кардинал Руфино Хиао Сантос (1908 – 1973), архиепископ Манилы
- кардинал Хайме Лачика Син (1928 – 2005), архиепископ Манилы
- архиепископ Амброзий Агиус (1856 – 1911), апостольский делегат на Филиппинах
- Карлос Полестико Гарсия (1896 – 1971), президент Филиппин
- Корасон Акино (1933 – 2009), президент Филиппин